# Лавровская, Александра Петровна
Александра Петровна Лавровская (2 апреля 1870 — 5 февраля 1962) — учительница. Заслуженный учитель школы Мордовской АССР (1940).
На протяжении 61 года — с 1889 по 1950 год — работала учительницей в сельской школе села Сабаево. Выучила более трёх тысяч человек. Среди её выпускников 70 офицеров, 60 педагогов, 28 инженеров, 12 агрономов, 11 врачей и фельдшеров, более 150 трактористов, комбайнёров и шофёров.
Под своим именем выведена главной героиней рассказа детского писателя Якова Пинясова «Смелей, Саша!» (1967)
Является прототипом главной героини драмы П.С. Кириллова «Учительница». Он же посвятил ей стихотворение «Прекрасен путь твой благородный».

## Биография
Родилась 2 апреля 1870 года в селе Симкино Ардатовского уезда Симбирской  губернии. Её родителями были «находящийся в заштате по болезни священник Петр Федоров Лавровский и законная его жена Пелагея Иванова». Отец умер через год после её рождения и семья жила очень трудно: мать чтобы прокормить семью бралась за поденную работу, занималась рукоделием. Вскоре их приютил одинокий старик в селе Косогоры и девочка пошла учиться в только что открытую там школу, где её приметил учитель Дмитрий Алексеевич Покровский.
В 1882 году поступила в Симбирское епархиальное женское училище в Симбирске, которое окончила в 1888 году.
Благодаря директору народных училищ Симбирской губернии И.Н. Ульянову ей была назначена стипендия, он же направил её работать.

Мы, учащиеся, хорошо знали Илью Николаевича Ульянова. Часто заходил и в наше училище, беседовал с учащимися. Однажды, помню, спросил, кто из нас хочет быть учительницей. Учащиеся показали на меня: «Вот Лавровская хочет быть». Илья Николаевич подошел ко мне, погладил по голове: «Хорошо, это очень хорошо».— из воспоминаний А.П. Лавровской
С 17 октября 1889 года работала учительницей в селе Сабаево Карсунского уезда Симбирской губернии.
Вплоть до 1917 года Лавровская работала в школе одна, обучая школьников трех классов. На просьбы к уездному отделу народного образования о присылке второго учителя и об открытии в селе библиотеки был получен отказ. До неё учителя в селе не было — детей учил полуграмотный дьячок. Село было огромное, но бедное, грамотность жителей — низкая. 

Сабаево. В то время это было печально-передовое село. Оно занимало первое место в Корсунском уезде по числу икон — 2,3 на душу населения. Держало первенство по больным трахомой — 70 процентов. Не имело себе равных по грамотности — 5 процентов среди мужчин, 0,4 — среди женщин. Десятая часть жителей не владела землей и батрачила в поместье барона Шлиппенбаха. «Девку-учителя» признавать в Сабаеве не хотели. Дьяк и писарь мелко интриговали. Она не сдавалась. Настал день, когда первые одиннадцать ребятишек пришли в каморку, где она жила, и взяли в руки буквари. Училась и учительница. Вслед за детишками повторяла: арась — нет, уле — есть, водря — хорошо, берень — плохо...
...Грянул семнадцатый. Вот тогда пригодились Александре Петровне мордовские слова. «Царь — берень, Ленин — водря», — говорила она с крыльца школы сабаевцам.— Журнал «Крокодил», 1970
Спустя два года подучила мордовский язык, и жители сами повели к ней детей, но было очень мало девочек — в школу ходили сорок мальчиков и только три девочки.
Прзже в своей статье «Мой совет молодым учителям» Лавровская писала: «Первую помощь я нашла в учебниках по русскому языку — «Родном слове» Ушинского, знаменитого русского педагога, и его книге «Детский мир». Вот они и были моими первыми путеводителями».
После Гражданской войны в село стали возвращаться прежние её ученики, ставшие взрослыми людьми, с их помощью в 1920 году по инициативе учительницы была открыта сельская народная библиотека, при школе устроены ясли.
Организовала школу ликбеза — вела большую работу по ликвидации неграмотности среди взрослых, особенно женщин, обучив грамоте 200 жителей села.

Вела огромную работу по ликвидации неграмотности среди взрослых. Она активно участвовала в общественной жизни села, делилась со своими коллегами опытом педагогической работы, неоднократно принимала участие в работе краевых и мордовских республиканских съездов учителей.— Журнал «Советская педагогика»
Неоднократно её избирали депутатом сельского, волостного и районного советов: в 1939 и 1950 годах - депутатом Сабаевского сельского Совета депутатов трудящихся, в 1947 году - депутатом Кочкуровского районного Совета депутатов трудящихся.
В октябре 1944 года общественность Мордовской АССР отметила 55-летие педагогической и общественной деятельности.

В разгар прений о состоянии трудовой дисциплины на собрание пришла Александра Петровна. И юные, и бородатые, и убеленные глубочайшими сединами колхозники поднялись с мест. В зале наступила тишина: так встречали ученики — здесь все были только её ученики — свою учительницу. Она обучила грамоте около трех тысяч сабаевцев. Среди них теперь семьдесят офицеров, шестьдесят педагогов, восемнадцать инженеров, двенадцать агрономов, одиннадцать врачей, более полутораста трактористов и шоферов— «Литературная газета», 1948
С началом Великой Отечественной войны, провожая на фронт своих выпускников, приняла на себя социалистическое обязательство «всецело отдаваться работе».
Только после войны, в 1950 году, ушла на пенсию, но продолжала активную общественную работу - известно, что даже в 90 лет Александра Петровна садилась рядом с шофером грузовой машины и ехала за 70 километров в город Саранск решать местные школьные вопросы.
К началу 1950-х годов в селе Сабаеве уже имелась двухэтажная школа, в которой обучалось около 650 детей колхозников. Педагогический коллектив состоял из 25 человек.
В 1959 году в одном из последних выступлений на I республиканском съезде девушек Мордовии Александра Петровна сказала: 

«Важно, молодые друзья, преданно отдаваться работе, где бы вы ни трудились... Приехала я к вам, чтобы показать вам, убедить вас в том, что кто работает больше, тот живет дольше и счастливее. Я считаю себя одной из счастливейших женщин».
Скончалась 5 февраля 1962 года в Сабаево. Похоронена на сельском кладбище.

## Награды и признание
Два ордена Ленина (14.12.1944; 4.10.1949), орден Трудового Красного Знамени (19.03.1949), медаль «За доблестный труд в Великой Отечественной войне 1941—1945 гг.» (1945).
В 1940 году было учреждено звание «Заслуженный учитель школы Мордовской АССР» и А.П. Лавровская была в числе первых восьми учителей которым было присвоено это звание.
В 1948 году награждена Почётной грамотой Президиума Верховного Совета Мордовской АССР: «за долголетнюю и успешную педагогическую деятельность».

## Память
В 1970 году решением правления колхоза имени В. И. Ленина в доме учительницы рядом со средней школой был открыт музей, который до 1987 года являлся филиалом Республиканского краеведческого музея, но в 1990-е годы был передан на баланс сельсовета и был утрачен и разграблен. Под оставшиеся вещи Александры Петровны отвели место в школьном кабинете.
В 2016 году Комитет ветеранов Республики Мордовия выступил с инициативой создания памятника Александры Лавровской, однако, через год было лишь установлено новое надгробие.
Фонд А.П. Лавровской в Мордовском республиканском объединенном краеведческом музее насчитывает более 100 единиц хранения, в том числе подлинные документы, фотографии учительницы различных лет: с родными, учениками, на отдыхе, а также личные вещи: настольная керосиновая лампа, глобус и евангелие 1899 года издания с дарственной надписью от учителя ученице.

— Она внешне строгая была, но добрая. Тока жили мы бедно, обувь с сёстрами носили по очереди. Сумели закончить лишь 3 класса. Но в 30-е годы к Ляксандре Пятровне, акромя детей, на уроки ходили бородатые мужики, тоже грамоте учились. Одевалась она необычно. Шапочку такую с чёрной сеточкой носила, а зимой вместо варежек — муфту.— из воспоминаний бывшей ученицы, старожила села Матрены Ильиничны Учайкиной

## В культуре
В 1949 году в Мордовской АССР был снят документальный фильм об А.П. Лавровской «Сельская учительница», авторы сценария П. Кириллов и О. Подговецкая.
В 1954 году Мордовский театр поставил на сцене драму П.С. Кириллова «Учительница», прототипом главной героини – учительницы Надежды Петровны Лавровой является А.П. Лавровская.
В 1967 году выходившие в разное время статьи и очерки об учительнице, а также её статьи и воспоминания, вошли в сборник «Учительница Александра Петровна Лавровская» изданный в серии «Наши знатные земляки» Мордовского книжного издательства.
Под своим именем выведена главной героиней рассказа о В.И. Ленине детского писателя Якова Пинясова «Смелей, Саша!» (1967). Рассказ отчасти основан на исторически достоверном материале: по воспоминаниям самой Лавровской, стипендию И.Н. Ульянов ей назначил после того, как она повстречалась на улице с группой гимназистов, среди которых был Владимир Ульянов, обративший внимание, что на ней старенькое пальто.

### Стихотворение «Прекрасен путь твой благородный»
Поэт П.С. Кириллов посвятил ей стихотворение «Прекрасен путь твой благородный».

Все наши горести изведав,
Познав всю скорбь народных бед,
Несла ты в хаты наших дедов
Добра и знаний мудрый свет..— из стихотворения «Прекрасен путь твой благородный»
Это стихотворение высоко оценено критикой, так Н.И. Черапкин назвал его одним из лучших стихотворений поэта, а по мнению литературоведа А.В. Алёшкина, это стихотворение является одним из выразительных портретов в послевоенной мордовской поэзии:

Стихотворение написано ярким поэтическим языком, очень доходчиво, просто. Предельно сжатое, оно излагает развернутый сюжет. ... Пронизывающее все стихотворение глубокое уважение к русской учительнице и конкретные биографические детали сообщают ему большую идейно-художественную значимость. Все эти важные, ёмкие детали, образные слова скрепляет сила лиризма и искренняя, сердечная интонация стиха. Ведь тут не просто рассказ человека, который сам хорошо знал Лавровскую, её жизнь и революционную деятельность. В судьбе героини отражена судьба поколения многих современников поэта — бойцов революции, их мировоззрение.— А.В. Алёшкин, литературовед, кандидат филологических наук (1969), доцент (1976)